# ミッキー・カンター
マイケル・"ミッキー"・カンター（英語：Michael "Mickey" Kantor、1939年8月7日 - ）は、アメリカ合衆国の政治家、弁護士、民間企業役員。ビル・クリントン政権で第11代通商代表、第31代商務長官を務めた。

## 経歴
1939年8月7日にテネシー州ナッシュビルに誕生する。ヴァンダービルト大学において経済学と経営学のの学士号を1961年に取得し（在学中にゼータ・ベータ・タウフラタニティに加入したと言われている）、1968年にはジョージタウン大学ローセンターで法務博士の学位を取得する。この間アメリカ海軍士官として4年間軍務に就く。
1992年アメリカ合衆国大統領選挙における民主党の選挙対策委員長を務め、当選したビル・クリントン大統領の時代である1993年から1997年まで通商代表を務める。その際、1996年4月3日にロナルド・ハーモン・ブラウン商務長官がクロアチアで発生した航空事故で死去した際に、同じく翌1997年1月21日まで商務長官を兼務する。

### 通商代表時代
通商代表時代は自由貿易主義者として世界貿易機関、ウルグアイ・ラウンド、北米自由貿易協定(NAFTA)の創設のためのアメリカの主張を取りまとめる。またマイアミサミットやAPEC(アジア太平洋経済協力)の創設に関与する。また創設されたばかりのEU（欧州連合）の欧州委員会と協力し、大西洋を挟んだ市場の拡大に努める。
遺伝子組み換え作物市場の90パーセントを独占するアメリカ企業であるモンサント (企業)の役員を務めた経験を持ち、遺伝子組み換え作物市場拡大に政治面からも大いに尽力している。

### その他
シカゴの国際法務会社において法務に携わる。

### 家族について
妻を飛行機事故で亡くした後、再婚した。